# Guillermo Benito Rolland
Guillermo Benito Rolland y Paret (Madrid, 24 de marzo de 1852-Madrid, 2 de mayo de 1934) fue un político español.

## Biografía
Nacido en Madrid el 24 de marzo de 1852, se doctoró en Derecho en la Universidad Central.
Fue miembro del Partido Conservador. Elegido diputado por Madrid de las Cortes de la Restauración en las elecciones de elecciones de 1896. Senador por la provincia de Pontevedra entre 1899 y 1902, en 1903 se convirtió en senador vitalicio. Fue Gentilhombre de cámara con ejercicio de Alfonso XIII.
Falleció en Madrid el 2 de mayo de 1934. Su padre que tiene calle dedicada en Madrid,  empezó de buhonero, dedicándose a la venta ambulante en las calles de Madrid, y terminó amasando una gran fortuna. 